# Eleições parlamentares no Suriname em 2010
As eleições parlamentares surinamesas de 2010 foram realizadas em 24 de maio.

## Resultados
| Mega Combinatie                                                                                   | 95.543  | 40,22  | 23 |
| Coalizão Nova Frente                                                                              | 75.190  | 31,65  | 14 |
| Aliança do Povo                                                                                   | 30.844  | 12,98  | 6  |
| Partido para Democracia e Desenvolvimento Através da Unidade                                      | 12.085  | 5,09   | 1  |
| Partido Básico para Renovação e Democracia/Ala Política da FAL                                    | 12.043  | 5,07   | —  |
| A Combinatie                                                                                      | 11.176  | 4,70   | 7  |
| União Democrática do Suriname                                                                     | 284     | 0,12   | —  |
| Prosperidade Permanente da República do Suriname                                                  | 261     | 0,11   | —  |
| União Nacional                                                                                    | 149     | 0,06   | —  |
| Total                                                                                             | 237.575 | 100,00 | 51 |
| Fontes: verkiezingen.gov.sr[ligação inativa], informeleverslaglegging.gov.sr, surinametourism.net |         |        |    |